# جووانی تارجونی-توتستی
جووانی تارجونی-توتستی (ایتالیایی: Giovanni Targioni-Tozzetti؛ ‏ ۱۷ مارس ۱۸۶۳ – ۳۰ مهٔ ۱۹۳۴) نمایشنامه‌نویس و نویسنده لیبرتو اهل پادشاهی ایتالیا بود.
از کارهای او می‌توان به نوشتن لیبرتوی اپرای غیرت روستایی اشاره کرد.

## زندگی‌نامه
جووانی، پسر شاعر و نویسنده اوتاویانو تارجونی-توتستی، دوست شخصی پیترو ماسکانی آهنگساز بود، شهرت او بیشتر به خاطر دوستی و همکاری با پیترو ماسکانی است. بیشتر شعرهای او با همکاری گوئیدو مناشی نوشته شده‌است.
او از سال ۱۹۱۱ تا ۱۹۱۵ شهردار لیورنو بود.
تارجونی-توتستی در لیورنو به دنیا آمد و در همان‌جا درگذشت.